# Lasiosina brevisurstylata
Lasiosina brevisurstylata is een vliegensoort uit de familie van de halmvliegen (Chloropidae). De wetenschappelijke naam van de soort is voor het eerst geldig gepubliceerd in 1977 door Dely-Draskovits.